# کمکو
کمکو (انگلیسی: Kemco) شرکت بازی ویدئویی ژاپنی است، که در سال ۱۹۸۴ تأسیس شد.